# Duninia baehrae
Espèce
Duninia baehrae est une espèce d'araignées aranéomorphes de la famille des Hersiliidae.

## Distribution
Cette espèce se rencontre au Turkménistan dans les provinces d'Ahal, de Mary et de Balkan et en Iran,.

## Étymologie
Cette espèce est nommée en l'honneur de l'arachnologiste australienne Barbara Baehr.

## Publication originale
- Marusik & Fet, 2009 : A survey of east Palearctic Hersiliola Thorell, 1870 (Araneae, Hersiliidae), with a description of three new genera. ZooKeys, no 16, p. 75-114 (texte intégral).